# Drentse 8 van Westerveld 2019
La 13e édition du Drentse 8 van Westerveld a lieu le 15 mars 2019. La course fait partie du calendrier international féminin UCI 2019 en catégorie 1.2, et est remportée en solitaire par Audrey Cordon-Ragot de l'équipe Trek-Segafredo.

## Parcours
La course débute et se conclut à Dwingeloo. Le circuit est principalement plat. Il est ponctué de deux ascensions du mont VAM à mi-parcours. Un grand circuit est parcouru deux fois. Il comprend un secteur pavé. Le final est constitué de trois tours d'un circuit urbain long d'environ sept kilomètres.

## Équipes
| Équipes féminines professionnelles (19)- Boels Dolmans - Canyon-SRAM Racing - Alé Cipollini - Bigla - CCC-Liv - FDJ-Nouvelle Aquitaine-Futuroscope - Mitchelton-Scott - Parkhotel Valkenburg-Destil - Tibco-Silicon Valley Bank - Virtu Cycling Women - Trek-Segafredo - Valcar Cylance - WNT-Rotor Pro Cycling - Biehler Pro Cycling - Bizkaia-Durango - Health Mate-Ladies Team - Hitec Products - Lotto Soudal Ladies - Mexx-Watersley International Équipe féminines amateur (8)- Loving potatoes-de Jonge Renner - Rogelli-Gyproc - Jan van Arckel - Adelaar Ladies - Jos Feron Lady Force - John Deere NWVG - Restore - SWABO Women Development Team |
| |

## Récit de la course
La formation Trek profite du vent fort pour provoquer un coup de bordure à mi-course avec Lotta Lepistö, Ellen van Dijk et Audrey Cordon-Ragot à la manœuvre. Elles sont alors quatorze en tête. La chute de Lotta Lepistö dans la descente du mont VAM entraînant avec elle  Jolien D'Hoore. Cette dernière se brise la clavicule. Cela ne laisse que huit coureuses devant. Les autres membres de ce groupe sont : Amy Pieters, Marta Bastianelli, Alexis Ryan, Lisa Klein, Gracie Elvin et Evy Kuijpers. Leur avance sur un peloton démobilisé monte rapidement et atteint douze minutes à l'arrivée. À partir de douze kilomètres de l'arrivée, Audrey Cordon-Ragot et Ellen van Dijk attaquent à tour de rôle. Finalement, la Francaise parvient à sortir et s'impose en solitaire. Derrière, Amy Pieters règle le sprint du groupe devant Marta Bastianelli.

## Classements

### Classement final
| \| Classement général \| Classement général \| Classement général \| Classement général \| Classement général \| \| Coureuse \| Coureuse \| Pays \| Équipe \| Temps \| \| ------------------ \| ------------------- \| ------------------ \| -------------------- \| ------------------ \| \| 1re \| Audrey Cordon-Ragot \| France \| Trek-Segafredo \| 3 h 52 min 06 s \| \| 2e \| Amy Pieters \| Pays-Bas \| Boels Dolmans \| + 1 min 30 s \| \| 3e \| Marta Bastianelli \| Italie \| Virtu Cycling Women \| + 1 min 30 s \| \| 4e \| Alexis Magner \| États-Unis \| Canyon-SRAM Racing \| + 1 min 30 s \| \| 5e \| Gracie Elvin \| Australie \| Mitchelton-Scott \| + 1 min 30 s \| \| 6e \| Ellen van Dijk \| Pays-Bas \| Trek-Segafredo \| + 1 min 30 s \| \| 7e \| Lisa Klein \| Allemagne \| Canyon-SRAM Racing \| + 1 min 32 s \| \| 8e \| Evy Kuijpers \| Pays-Bas \| CCC-Liv \| + 1 min 37 s \| \| 9e \| Lorena Wiebes \| Pays-Bas \| Parkhotel Valkenburg \| + 11 min 37 s \| \| 10e \| Chloe Hosking \| Australie \| Alé Cipollini \| + 11 min 37 s \| |                     |            |                      |                 |
| |                     |            |                      |                 |
| Source : ProCyclingStats |                     |            |                      |                 |
| Classement général |                     |            |                      |                 |
| Coureuse | Coureuse            | Pays       | Équipe               | Temps           |
| 1re | Audrey Cordon-Ragot | France     | Trek-Segafredo       | 3 h 52 min 06 s |
| 2e | Amy Pieters         | Pays-Bas   | Boels Dolmans        | + 1 min 30 s    |
| 3e | Marta Bastianelli   | Italie     | Virtu Cycling Women  | + 1 min 30 s    |
| 4e | Alexis Magner       | États-Unis | Canyon-SRAM Racing   | + 1 min 30 s    |
| 5e | Gracie Elvin        | Australie  | Mitchelton-Scott     | + 1 min 30 s    |
| 6e | Ellen van Dijk      | Pays-Bas   | Trek-Segafredo       | + 1 min 30 s    |
| 7e | Lisa Klein          | Allemagne  | Canyon-SRAM Racing   | + 1 min 32 s    |
| 8e | Evy Kuijpers        | Pays-Bas   | CCC-Liv              | + 1 min 37 s    |
| 9e | Lorena Wiebes       | Pays-Bas   | Parkhotel Valkenburg | + 11 min 37 s   |
| 10e | Chloe Hosking       | Australie  | Alé Cipollini        | + 11 min 37 s   |

### Points UCI
| Position           | 1er | 2e | 3e | 4e | 5e | 6e | 7e | 8e à 10e |
| Classement général | 40  | 30 | 25 | 20 | 15 | 10 | 5  | 3        |

## Liste des participantes

### Primes
L'épreuve attribue les primes suivantes :
| Position | 1er   | 2e    | 3e    | 4e    | 5e    | 6e    | 7e    | 8e   | 9e   | 10e  |
| Prix     | 365 € | 240 € | 180 € | 150 € | 120 € | 110 € | 100 € | 90 € | 70 € | 45 € |

Les places allant de onze à vingtième donnent 45 €.